# Marchaney
Marchaney ist ein Gemeindeteil der Kreisstadt Tirschenreuth im oberpfälzischen Landkreis Tirschenreuth. Der überwiegend landwirtschaftlich geprägte Weiler liegt am Fuße des 792 Meter hohen Ahornbergs. Das bedeutendste Bauwerk ist die Marchaneyer Jakobuskirche am Jakobusweg, die der Pfarrei Schwarzenbach zugeordnet ist.

## Lage
Der Weiler Marchaney liegt rund neun Kilometer von Tirschenreuth und acht Kilometer von Bärnau entfernt in der historischen Region Stiftland. Nachbarorte sind Gründlbach, ebenfalls ein Gemeindeteil von Tirschenreuth und Ellenfeld, Gemeindeteil von Bärnau.

## Geschichte

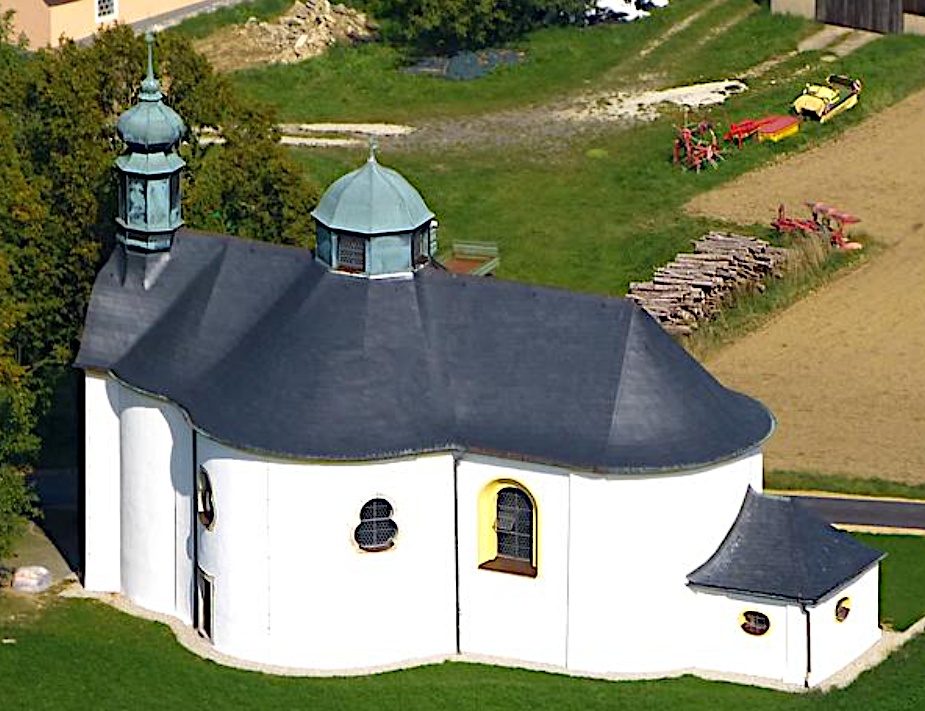
St. Jacobus Kirche in Marchaney Tirschenreuth

Im Jahre 1122 wurde Marchaney das erste Mal urkundlich erwähnt. Bereits im 15. Jahrhundert stand in Marchaney eine kleine Kapelle, die Jakobus dem Älteren geweiht war. Sie wurde von Calvinisten zerstört. Die heutige Kirche wurde 1733 unter dem Baumeister Philipp Muttone fertiggestellt. Zu Ehren des Heiligen Jakobus Maior wird alljährlich das sogenannte Jakobifest ausgerichtet.
Am 1. Mai 1978 wurde Marchaney nach Tirschenreuth eingemeindet.

## Bedeutung des Ortsnamens
Der Name Marchaney ist für einen süddeutschen Ort relativ ungewöhnlich. Im Mittelalter hieß der Ort Sancta Maria Vilere, ein der Heiligen Maria geweihter Ort. Die Bezeichnung Marcha- kommt aus dem Althochdeutschen und bedeutet Grenze, sie ist noch im späteren Markgraf enthalten. Die Endung -ney dürfte auf Neigi verweisen, das ebenfalls aus dem Althochdeutschen mit Anhöhe oder Hügel übersetzt werden kann.